# Sommacampagna

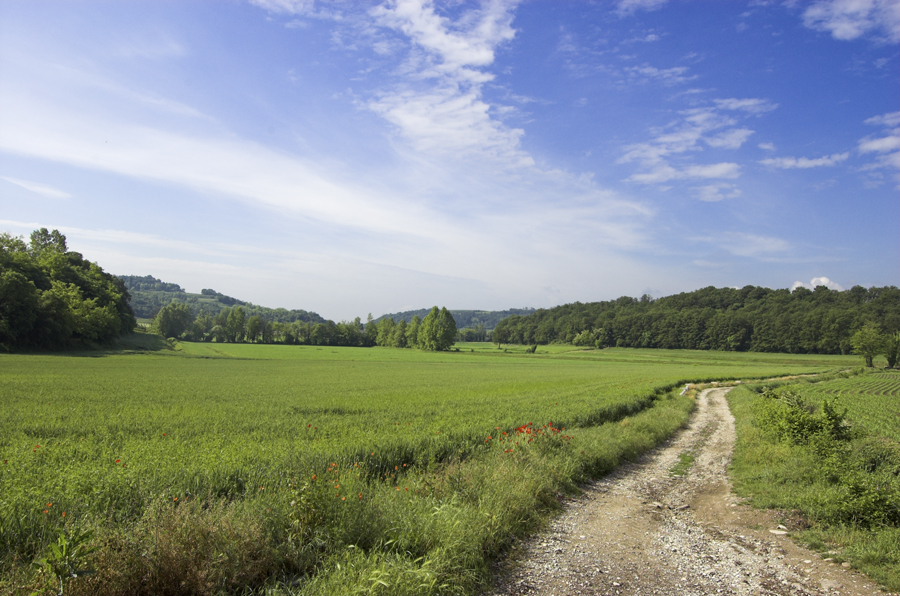
Hügel bei Sommacampagna

Sommacampagna ist eine norditalienische Gemeinde (comune) mit 14.450 Einwohnern (Stand 31. Dezember 2023) in der Provinz Verona in Venetien. Die Gemeinde liegt etwa 12 Kilometer westlich von Verona (16 Kilometer bis zum Stadtkern) in der Po-Ebene.
Das älteste erhaltene Bauwerk ist eine Kapelle aus dem 5. Jahrhundert nach Christus, die dem Apostel Andreas geweiht ist.

## Geschichte
Während der italienischen Unabhängigkeitskriege fanden 1848 (1. Schlacht bei Custozza) und 1866 (2. Schlacht bei Custozza) Schlachten zwischen dem Kaisertum Österreich und den Truppen der italienische Staaten statt.

## Gemeindepartnerschaft
Sommacampagna unterhält eine Partnerschaft mit der österreichischen Stadt Hall in Tirol.

## Verkehr
Sommacampagna liegt an der Autostrada A4 von Turin nach Triest. In etwa 5 Kilometer Entfernung liegt der Flughafen Verona.